# 坂野兼通
坂野 兼通（ばんの かねみち、文久3年12月12日〈1864年1月20日〉 - 昭和6年〈1931年〉8月12日）は、日本の銀行家。元山口合資会社理事長。

## 人物・経歴
尾張国名古屋出身。1888年高等商業学校（現一橋大学）卒業、三菱合資会社銀行部入行。三菱合資会社銀行部大阪支店長を経て、1910年に町田忠治の後任として山口銀行上席理事に就任。1914年日本生命保険監査役。1918年大阪貯蓄銀行取締役。山口銀行の近代化を進めた。1924年には山口銀行筆頭常務を退任し、以降山口合資会社理事に専念し、山口合資会社理事長も務めた。1929年共同火災海上保険取締役会長。

## 親族
ファミリア創業者の坂野惇子は、七男通夫の妻。長女の芳子は、衆議院議員横井時雄四男柳瀨存の妻。